# 林小薇
林小薇（英語：Lam Siu-mei；1995年3月2日—），香港工會領袖，嶺南大學學生會前時事及國是幹事。大學畢業後加入職工盟，曾擔任職工盟教育及發展幹事、建築地盤職工總會組織幹事。

## 經歷
林小薇出身單親家庭，早年就讀港九潮州公會中學，後來入讀嶺南大學社會科學系，在第48屆嶺南大學學生會幹事會內閣「驚蟄」中擔任時事及國是幹事。

### 發起畢業禮示威抗議林鄭月娥
2018年11月22日，嶺南大學舉行畢業典禮，身兼嶺南大學校監的香港行政長官林鄭月娥以典禮主席身份出席。林小薇作為應屆畢業生帶領其他同學發起示威，不滿林鄭月娥續任親中派人士當校董，要求廢除特首校監必然制，以及修改《嶺南大學條例》。另一方面，林小薇亦認為嶺南大學的言論自由不斷收窄，跟特首校監必然制，以及校董會組成不公有關。林小薇指，最近有同學就反對「明日大嶼」計劃在嶺南大學發起聯署，一直以來也沒有事的。但直至嶺南大學校長鄭國漢公開表示支持林鄭的「明日大嶼」計劃時，這班同學繼續在學校收集聯署及批評鄭國漢的言行時，竟然被學校阻止，即是叫他們閉嘴。所以他們看到嶺南大學的言論自由正續步收窄。

### 接受電視訪問談論職業安全
2019年3月18日，林小薇以建築地盤職工總會組織幹事身份在Now新聞台節目《時事全方位》作為嘉賓接受訪問，談論增加罰則能否有效提升職業安全，林小薇指，發展商外判工作時，似乎將責任都外判，他們有責任監察，外判商要懲罰之餘，發展商亦要監察的責任是需要的。

### 派發防疫用品卻反遭香港警察票控
2020年5月6日，林小薇和建築地盤職工總會於金鐘設立街站派發防疫物資，被香港警察指違反限聚令，並遭到票控。林小薇認為，好明顯所有異見的聲音警方都要打壓，街站沒有挑戰法律，挑戰法例的是警方，因為他們可以將有防疫的街站都説成不是。林小薇強調如果警方票控或者拘捕他們，他們就不出來，就是向警方低頭，即使今日被票控或拘捕，工會未來仍會履行宣傳教育的工作，派發剩餘的抗疫物資。

### 抗議富臨集團欠薪卻反遭香港警察逮捕
2020年5月10日，林小薇聯同民協和職工盟屬會飲食及酒店業職工總會到位於美孚的富臨皇宮，抗議富臨集團藉放無薪假，逃避支付員工的遣散費。富臨報警處理，香港警察以公眾地方行為不檢拘捕林小薇和草根行動媒體記者Apple。二人晚上保釋候查，多個工會到場聲援，職工盟炮轟警方濫捕，兼縱容富臨拖欠工人遣散費。林小薇稱，示威屬工業行動，要富臨交代拖欠遣散費的安排。她提到，警察先發制人，多次向她和Apple作拉扯，警察的人數及後越來越多，並拘捕二人。她質疑，當時曾提問用甚麼罪名作拘捕，但在沒有任何回應下，便遭到上手扣及帶走。林小薇進一步提到，同年元旦、勞動節和早前的防疫街站均遭到警察滋擾和檢控，但親中派的街站卻無皇管，斥屬選擇性執法，完全不公道、不公義。

### 反對職工盟解散
2021年10月3日，職工盟召開特別會員大會，表決是否正式通過解散。林小薇聯同其他職工盟成員和屬會代表下午在會議開始前擺街站，分享參與工運的經歷及對職工盟的不捨之情。林小薇指，曾收到工友來電問她職工盟能否不解散，她說自己都不想職工盟解散，形容社會運動及過去經歷令他們見到不少可能性，強調希望透過街站，分享職工盟有血有肉的故事。她提到自己讀書時期已找職工盟合作，希望職工盟的價值可承傳下去。